# Comodica semiades
Comodica semiades är en fjärilsart som beskrevs av Bradley 1956. Comodica semiades ingår i släktet Comodica och familjen äkta malar. Inga underarter finns listade i Catalogue of Life.